# Gungsong Gungtsen
Gungsong Gungtsen (em tibetano: གུང་རི་གུང་བཙན།, Wylie: gung srong gung btsan), foi o único filho conhecido de Songtsen Gampo (605 ou 617 - 649), o primeiro imperador tibetano.

## Antecedentes
Conta-se que Songtsen Gampo teve cinco esposas, a princesa nepalesa Bhrikuti e a princesa chinesa Wencheng, ambas budistas devotas, são as mais conhecidas, além delas também se casou com uma das filhas do rei de Zhangzhung e com uma das filhas do rei do de Tangute , bem como uma nobre do clã Ruyong e outra do Clã Mong (ou Mang).
Na primavera de 640 Gar Tongtsen, primeiro ministro e embaixador de Songtsen retornou ao Tibete com a princesa chinesa Wencheng como noiva de seu mestre, depois de uma dura queda de braço com a Corte da Dinastia Tang. A intenção da princesa Wencheng não era se casar com Songtsen, mas com o príncipe herdeiro Gungsong Gungtsen. 

## Vida
Gungsong Gungtsen foi filho da concubina de Songtsen, Tricham, uma jovem nobre do clã Mong de Tölung, um vale a oeste de Lhasa. 
Tradicionalmente afirma-se que Gungsong nasceu em um palácio de nove andares conhecido como "Mansão Celestial Auspiciosa de Draglha", construído por Bhrikuti ao sul de Lhasa.  Diz-se que um santuário e uma estupa foram construídos por seu pai em uma montanha rochosa perto de Yerpa, que se assemelhava a uma imagem sentada de Tara. 
Alguns relatos dizem que quando Gungsong completou treze anos, seu pai Songtsen se aposentou e Gungsong passou a governou o país por cinco anos. Gungsong se casou com 'A-zha Mang-mo-rje quando tinha treze anos e eles tiveram um filho, Mangsong Mangtsen (r. 650-676 CE). Após estes cinco anos Gungsong  teria morrido, então com dezoito anos . Seu pai, Songtsen, assumiu o trono novamente até sua morte em 650.  A princesa de Wencheng agora se tornou a rainha de seu sogro, e a posteridade tibetana sempre se lembraria dela principalmente nesse papel. 
Os Annais Tibetanos afirmam que Gungsong foi enterrado em Donkhorda, o local das tumbas reais, à esquerda da tumba de seu avô Namri Songtsen (gNam-ri Srong-btsan). 